# روزاس دي بويرتو ريال
روزاس دي بويرتو ريال (بالإنجليزية: Rozas de Puerto Real)‏ هي بلدية ومدينة في منطقة الحكم الذاتي وتقع في منطقة مدريد في وسط إسبانيا. تبلغ مساحة هذه المدينة (كم²)، ويبلغ عدد سكانها نسمة حسب إحصاء سنة 2008 م.